# Галицький похід Ядвіги (1387)

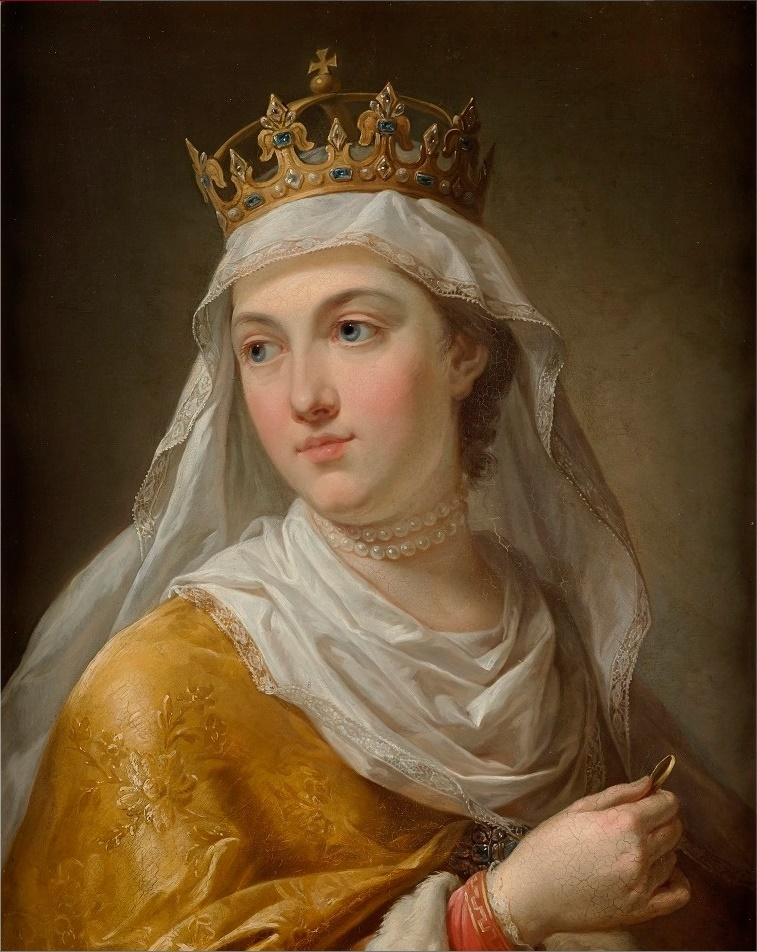
Королева Ядвіга

Похід Ядвіги на Галичину — військова кампанія польської королеви Ядвіги (базована на її династичних претензіях) на терени Галицької Русі, якою у той час правила її сестра, Марія, чи чоловік останньої, Сигізмунд Люксембург. Похід відбувся в 1387 році, а його результатом стало захоплення Галичини Польською Короною.

## Передумови
До 1340 року Галицька земля була частиною Галицько-Волинської держави Романовичів. Після смерті Юрія ІІ Болеслава Тройденовича за Галицько-Волинське князівство розпочалась тривала боротьба між обраним боярством волинським князем Любартом-Дмитром Гедиміновичем та польським королем Казимиром ІІІ. На першому етапі успіхи Казимира були незначними, Галицька земля до 1349 року зберегла відносну самостійність під управлінням старости Дмитра Детька, однак після його смерті Казимиру вдалось захопити її.
Після смерті Казимира у 1370 році Галицька земля разом з усією Польщею перейшла до угорського короля Людовіка Анжу, який зберіг автономію краю, призначивши туди старостою Владислава Опольського. У 1382 році Людовік помер, заповівши свою об'єднану державу старшій доньці, Марії. Однак, польські магнати були незадоволені таким кроком та проголосили королевою молодшу доньку Людовіка — Ядвігу. В той самий час Галицька земля залишилась під управлінням угорців, хоча й боротьба за владу між різними фракціями в самій Угорщині відсунула проблему цього краю на другорядне місце.

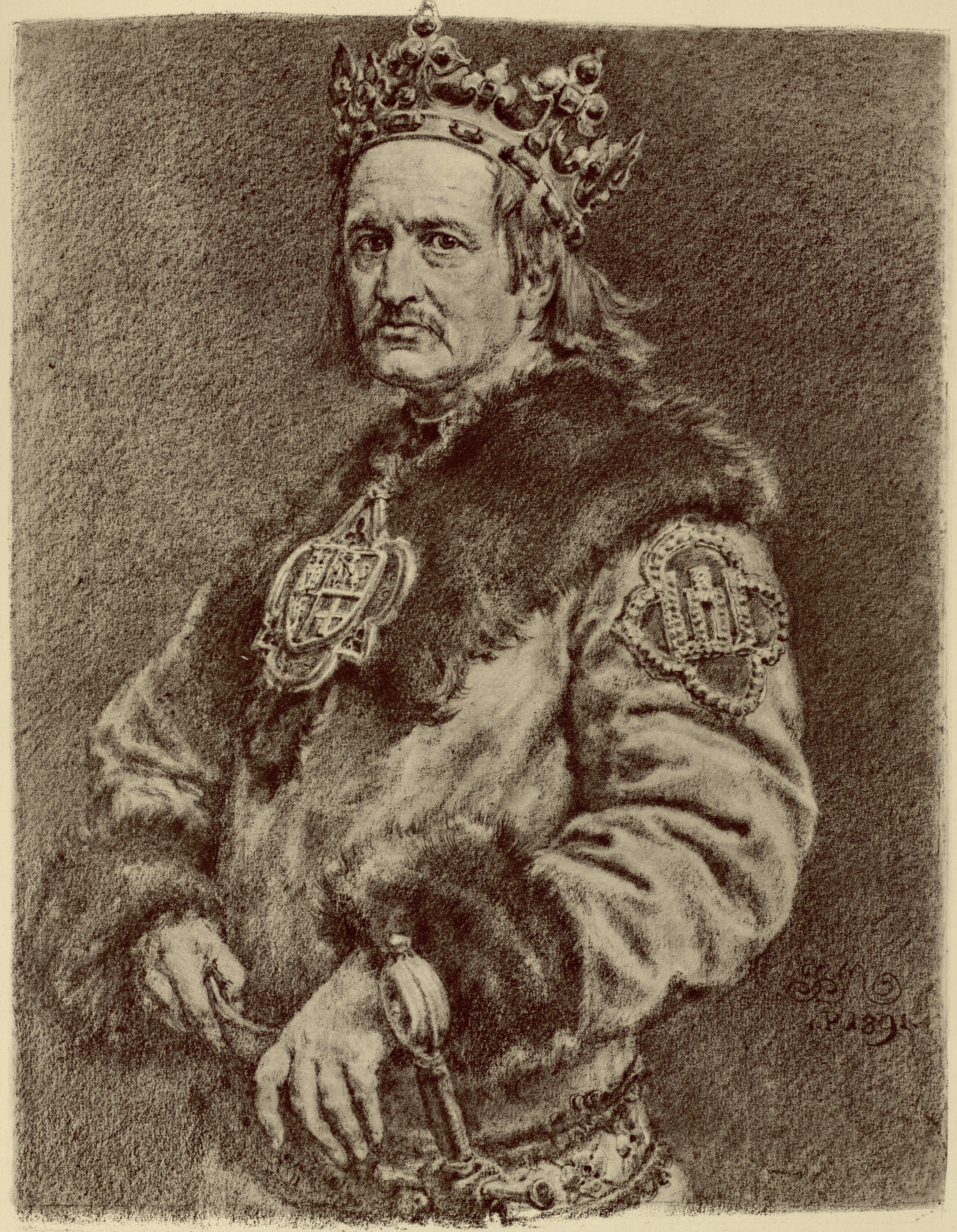
Польський король Владислав ІІ Ягайло. Картина Яна Матейко.

Водночас у 1385 році була укладена Кревська унія за якою чоловік Ядвіги, великий князь литовський Ягайло ставав польським королем, а Польське королівство і Велике князівство Литовське об'єднувались під рукою одного монарха. Укріпившись у Польщі та подолавши своїх суперників у Литві, Ягайло уже мав змогу розпочати активну зовнішню політику, першим кроком у якій стало повернення Галичини.

## Похід
Наприкінці 1386 року Владислав II Ягайло повернувся до Великого князівства Литовського. Польські пани дочекались цього моменту та почали організацію галицької кампанії. Володар Галицької Землі, Владислав Опольчик 6 лютого 1387 року, дізнавшись про підготовку Ядвіги до кампанії, видав грамоту, у якій гарантував недоторканість володінь галицької шляхти та пропонував звернутись до третейського судді у справі приналежності Королівства Русі одній із дочок Людовіка І Анжу — Марії чи Ядвізі. Цим кроком Владислав намагався показати свою вірність сюзерену, Королеві Марії, з одного боку та своє небажання проводити активні воєнні дії — з іншого.
Похід розпочався в лютому 1387 року. Вже 18 лютого Ядвіга прибула до Ярослава, де, титулуючись спадкоємицею Русі, видала грамоту, якою гарантувала попередні права та привілеї населенню Перемишльської землі. З Перемшильщини Ядвіга вирушила у Львівську землю — вже 1 березня вона була під Городком, де кілька днів польські шляхтичі проводили переговори з львівськими міщанами та шляхтою, які, зрештою, завершились успішно для обох сторін. 8 березня Ядвіга з військом була у Львові, де знову гарантувала старі права та привілеї місцевого населення.

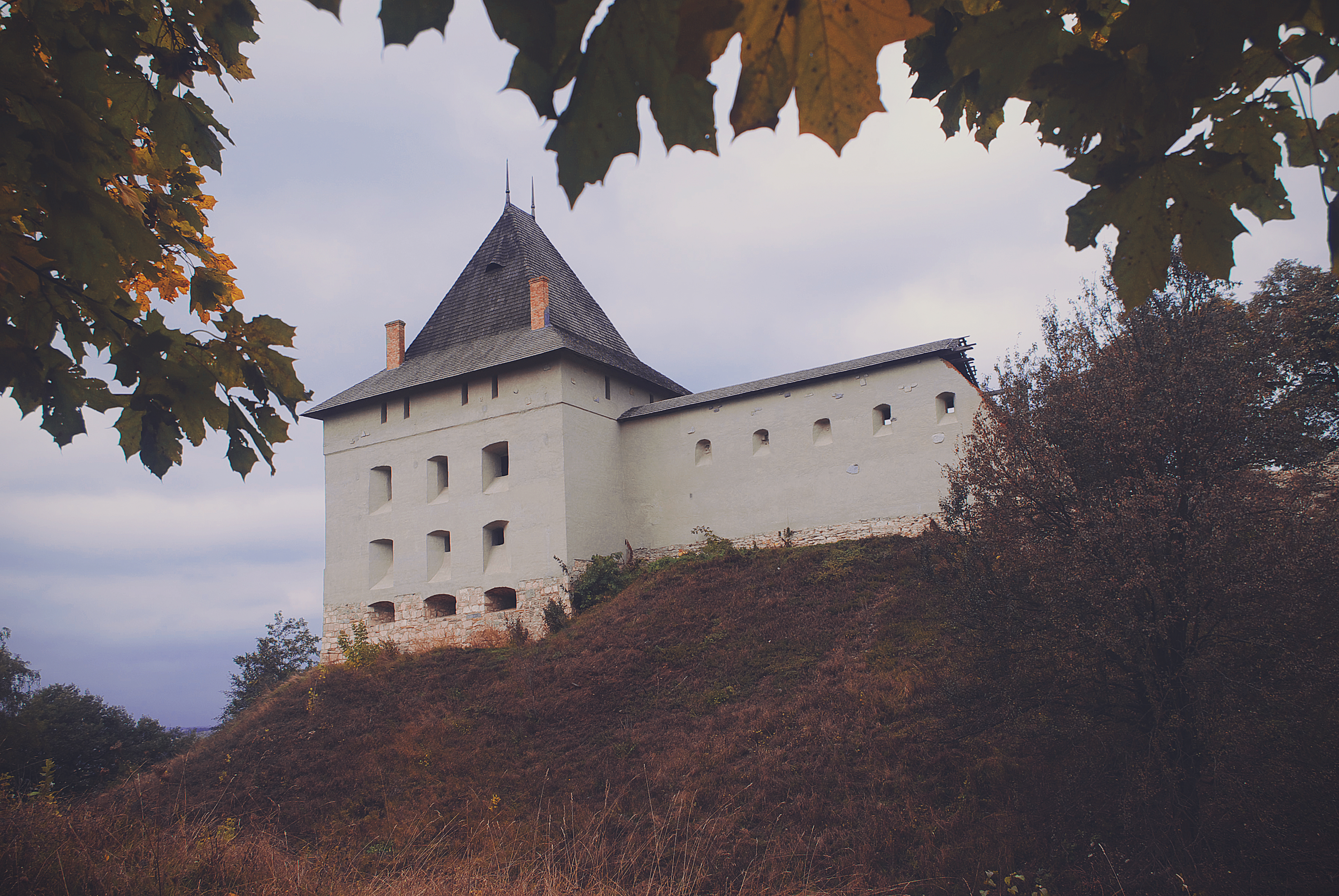
Старостинський замок у Галичі. Сучасний вигляд.

Зі Львова польські війська Ядвіги вирушили на південь, до Галича. Однак, галицький воєвода Бенедикт Венгрин знав про підхід польського війська, не планував здаватися так легко тому підготувався до облоги. Не відомо чи війська Ядвіги намагались взяти Галич штурмом, чи тримали в облозі, однак так чи інакше, вони були змушені звернутись по допомогу до короля Ягайла. Останній вислав до Галича кілька литовських та руських князів з Вітовтом на чолі: Юрія Наримунтовича, Федора Ратненського, Федора Любартовича, Василя Пінського, Юрія Слуцького та Семена Степанського. Проте навіть з допомогою русько-литовських князів поляки не змогли взяти Галича, тому вдались до переговорів з воєводою Бенедиктом. 11 серпня литовські князі видали Бенедикту охоронну грамоту від імені Ягайла, у якій Бенедикту та угорському гарнізону гарантувалась недоторканість та збереження маєтків у Галичині.
Сам Ягайло, вирішивши проблеми у Великому князівстві, прибув до Галичини лише у жовтні 1387 року. У Львові він видав низку грамот, зокрема гарантував земельні володіння Бенедикта, а також усі попередньо надані права і привілеї львівським міщанам та шляхті.
Цей похід фактично став останніми бойовими діями довгої війни за спадщину Королівства Русі. В Угорщині в цей час точилась боротьба за владу між різними партіями. Сама королева Марія з липня 1386 року перебувала в тюрмі, тому не зуміла здійснити якихось кроків щоб захистити свої володіння на Русі. Однак пізніше для остаточного вияснення питання належності Галичини її чоловік Сигізмунд організовував різні комісії, які, проте, так нічого і не дали та край залишився в складі Польської Корони.

## Наслідки
Результатом короткого та ефективного походу поляків у 1387 році було повторне завоювання Галичини Польським Королівством, у складі якого вона відтоді перебувала аж до 1772 року, коли була долучена до володінь Австрійських Габсбургів. Також ця кампанія поклала край півстолітній боротьбі за Галицько-Волинську спадщину між литовсько-руськими князями, польським та угорським королівствами. 
До проблеми Галицького спадку угорська сторона поверталась в угодах з Польщею 1412, 1415, 1423 рр., спираючись на свої права, визнані польською стороною. Угорщина зберегла тільки титул королів «Галіції і Лодомерії». А в 1440 році польським та угорським королем став син Владислава II Ягайла, Владислав III Варненчик, що відсунуло галицьке питання на задній план. Надалі ж в умовах наростання турецької загрози угорцям було зовсім не до Галичини — вони перейшли від активних зовнішніх завоювань до захисту власних кордонів від загарбника.